# Độc tọa Kính Đình sơn
Độc tọa là một trong những tâm thế mà Đạo nhân và Thiền sư trong Đường thi thường dùng để biểu hiện sự tương thông, tương cảm giữa Thiên-Địa-Nhân. Trích Tiên Lý Bạch sáng tác bài này trong thời kỳ mà tên tuổi của ông đã vang danh khắp thiên hạ. Một bài ngũ ngôn tứ tuyệt bốn câu tập trung miêu tả cái thần ở thế độc toạ, vừa thể hiện chỗ hòa diệu như nước với sữa trong hai tư tưởng truyền thống Đạo giáo và tư tưởng đạo Phật.